# 1289 Kutaïssi
Az 1289 Kutaissi (ideiglenes jelöléssel 1933 QR) a Naprendszer kisbolygóövében található aszteroida. Grigorij Neujmin fedezte fel 1933. augusztus 19-én.